# 알파로쌀물쥐
알파로쌀물쥐(Sigmodontomys alfari)는 비단털쥐과 쌀물쥐속에 속하는 설치류이다. 짧은꼬리쌀물쥐, 카나쌀쥐, 알렌쌀쥐로도 불린다. 분포 지역은 온두라스부터 니카라과와 코스타리카, 파나마를 거쳐 남아메리카로 이어져, 베네수엘라부터 콜롬비아를 거쳐 에콰도르까지 발견된다. 해리스쌀물쥐와 함께 쌀물쥐속으로 분류하거나 알파로쌀물쥐속(Sigmodontomys)이 유일종으로 분류한다.